# Bilozers'ke
Bilozers'ke (in ucraino Білозерське?; in russo Белозёрское?, Belozërskoe) è una città dell'Ucraina (11 000 abitanti) situata nel distretto di Pokrovs'k, nell'oblast' di Donec'k. Ospita l'amministrazione della comunità territoriale di Bilozers'ke, una delle comunità territoriali dell'Ucraina.
Fino al 18 luglio 2020 Bilozers'ke apparteneva alla municipalità di Dobropillja, abolita come parte della riforma amministrativa dell'Ucraina, che ha ridotto a otto il numero dei distretti dell'oblast' di Donec'k. L'area della municipalità di Dobtopilllja è stata trasferita al distretto di Potrovs'k.

## Storia

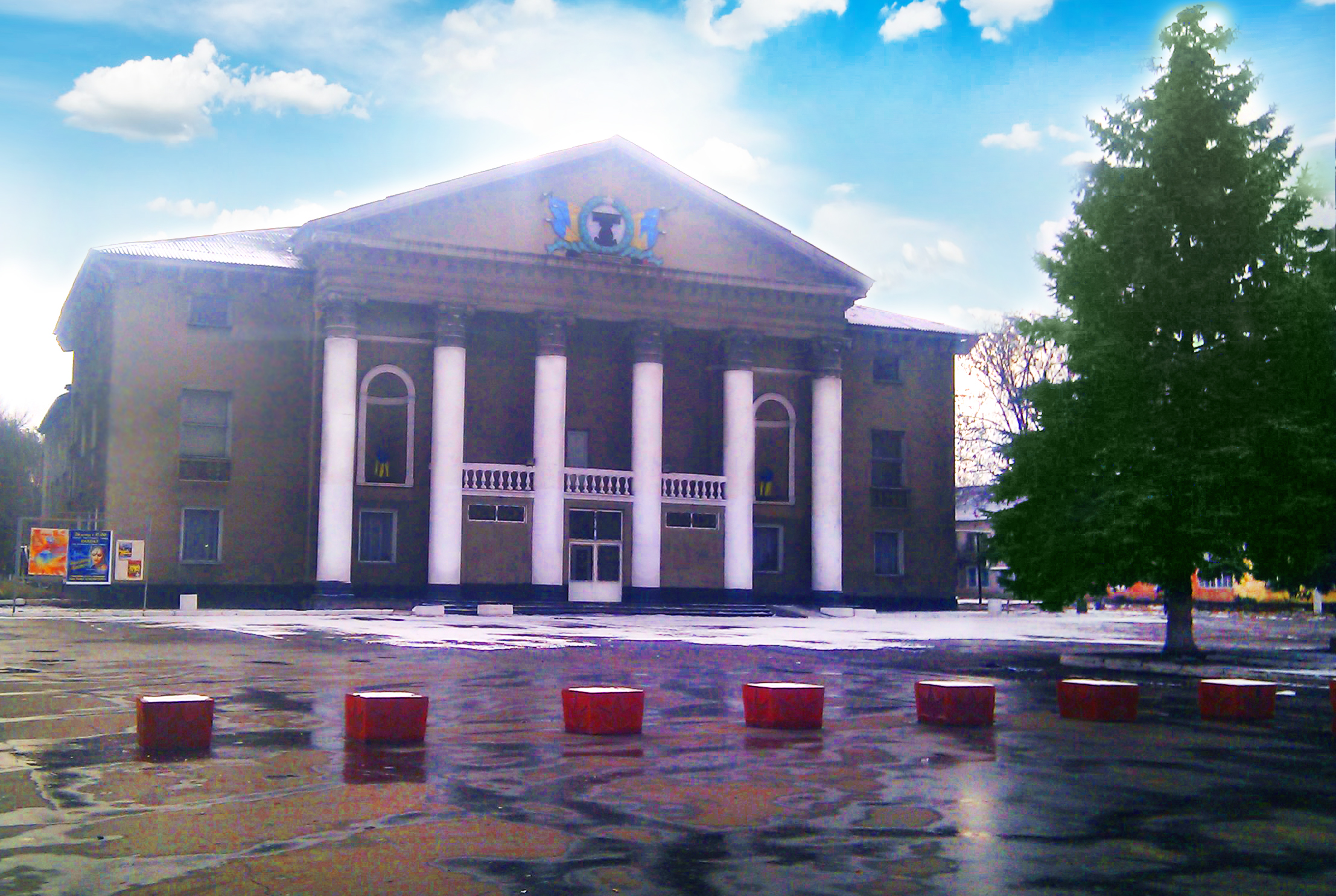
Palazzo della Cultura

La città fu fondata nel 1950 in relazione alla costruzione di miniere di carbone.
Dal 1966, ha ricevuto lo status di città di subordinazione distrettuale. Nel 1969, la popolazione era di 20.600 persone ed erano presenti miniere di carbone, un impianto di arricchimento e uno di asfalto.
Nel 1979 vi erano le miniere di carbone, la fabbrica di arricchimento del gruppo Krasnoarmejsk, un impianto di asfalto-cemento, un impianto di acqua minerale, cinque scuole di educazione generale, una scuola di musica, una scuola professionale, otto istituzioni mediche, tre biblioteche e un circolo.
Nella seconda metà degli anni 1980, l'economia si basava sull'estrazione del carbone e sulla fabbrica di acqua minerale. Nel gennaio 1989, la popolazione della città era di 21.100 abitanti.
Nel maggio 1995, il gabinetto dei ministri dell'Ucraina ha approvato la decisione di privatizzare l'impianto di trasformazione Krasnoarmeyskaya e l'azienda di riparazione e trasporto situata nella città.

## Monumenti e luoghi d'interesse
- Monumento ai soldati morti nella lotta contro gli invasori nazisti
- Monumento ai soldati internazionalisti ("afghani")
- Monumento ai liquidatori dell'incidente di Černobyl'
- Monumento ai minatori morti
- Monumento ad Alessandro I
- Parco cittadino